# La Sobrecarga
Sobrecarga (o también escrito como SOBR∑CARGÄ) es una agrupación de new wave y dark wave surgida a comienzos de los años 1980, en Trenque Lauquen, al oeste de la provincia de Buenos Aires, Argentina. Fue formado establemente como banda a partir de 1983. Poppy Manzanedo, mánager y productor de la banda, firma contrato con CBS en 1985, para grabar su primer álbum Sentidos congelados (1986), y Mentirse y creerse (1987). La banda pasó por varios problemas y se disolvieron en 1988. Tras un breve regreso a mediados de los años 90, el grupo volvió a los escenarios oficialmente en el año 2010. Actualmente la banda pasó a denominarse bajo el nombre de "Sobrecarga".

## Historia

### Sentidos congelados
La banda comenzó llamándose con el nombre de Igoario, para luego llamarse con el nombre de La Sobrecarga. Formada por César Dominici en guitarra y voz, Guillermo Robles en bajo y Gustavo Collado en batería; y después de varios cambios de formación, en el año 1985, ingresan Horacio "Gamexane" Villafañe en guitarra y Roberto "Ruffo" Palezza en percusión y también comienza como mánager de la banda Poppy Manzanedo y la formación graba su primer disco titulado Sentidos congelados, bajo contrato con la CBS en 1986; que alcanzó gran repercusión gracias a los hits «Conexión París», «Viajando hacia el este», «El gran laboratorio» y «Shock eléctrico». La portada del álbum, con la foto de una canaleta, funciona como tributo a Unknown Pleasures de la banda inglesa Joy Division (aunque César Dominici lo niega y dice no haber reparado en ese detalle en ese momento).
En ese mismo año, participaron de la segunda edición del Festival Chateau Rock, que se realizó en la provincia de Córdoba. Fueron elegidos Grupo Revelación por el jurado del festival. Esa misma noche actuaron Metrópoli, Sumo, GIT y Virus. En 1987, tocaron en el Estadio de Ferro Buenos Aires, de banda soporte de The Cure.

### Mentirse y creerse
Hacia marzo de 1987, la agrupación edita su segundo trabajo discográfico titulado Mentirse y creerse. Para este disco, la banda prescindió de Pablo Palezza, e incluyó a varios invitados, entre ellos el tecladista David Wrocklavsky, quien más tarde participaría en el primer disco de Todos Tus Muertos. Para entonces, la banda había logrado ser teloneros del grupo inglés The Cure el 17 y 18 de marzo de ese mismo año, en el estadio Ferro. Durante la preparación de este LP, el sonido se volvió más oscuro (e incluso más experimental) que Sentidos congelados, por tal motivo CBS no invirtió suficiente apoyo comercial, pese al éxito del track «Verano negro» y «Es telepatía». En una entrevista, Gustavo Collado comentó la grabación y situación interna de La Sobrecarga por aquel entonces:

«No hubo un único motivo por el que nos separamos. Debíamos muchos meses de alquiler y nos iniciaron juicio. Estábamos grabando "Mentirse y creerse" en el mejor estudio del país y apenas sí teníamos para ir en colectivo. A lo que se sumó que Grinbank nos soltó la mano luego de que, en una nota en Clarín',' César y Gamexane hablaron mal de él.»
Collado

A diferencia de su predecesor, Mentirse y creerse no fue publicado en Perú y gozó de un éxito limitado. En el año 1988, la moda dark empezó a desaparecer y los máximos grupos argentinos representantes de este género, comenzaron a desintegrarse: Fricción, Don Cornelio y La Zona, El Corte y la propia Sobrecarga.

### Separación y proyectos paralelos
Luego de la disolución de la banda en 1988, cada miembro formó o participó en sus propios proyectos. César Dominici, cantante y letrista de la agrupación, inició distintas formaciones, casi todas como solista, como Mate en la Casa y más tarde Ph Pampa.
Gamexane formaría junto con Fidel Nadal y Jorge "Perro viejo" Serrano la banda de punk ska Todos Tus Muertos. El bajista Guillermo Robles sería el primer bajista de Las Pelotas y el baterista Gustavo Collado el baterista del primer Divididos, con quienes graba 40 dibujos ahí en el piso (1989).
En los años 1990 hubo varias reuniones esporádicas de La Sobrecarga a modo de recuerdo, tocando material de los discos ya grabados. En 1994, el grupo editaría la placa titulada Shock eléctrico, material que recopila las canciones de sus dos trabajos anteriores. Después de casi siete años sin pisar escenarios, se presentaron en "El Living", hacia diciembre de 1995, ya convertidos en un cuarteto: Cesar Dominici (guitarra y voz), Gustavo Collado (batería), Guillermo Robles (bajo) y Roberto "Ruffo" Palezza (percusión).

«En 1995, hicimos sólo dos actuaciones y la de 2001, fue más pro porque teníamos una productora que nos apoyaba. Pero la realidad nefasta del momento se cruzó y nos desbarrancamos»
César Dominici el 9 de abril de 2010.

En el año 2005, luego de vivir una década en España, Collado empieza a tocar nuevamente con Ecce Homo, grupo con el que colaboraba eventualmente Gamexane y cuyo bajista es el actual Sobrecarga, Hernán Firpo.

### Retorno
En enero de 2010, concretaron un show del reencuentro, con la intención de mantenerse en actividad nuevamente. Para fines de 2011, fallece Horacio Gamexane Villafañe, unos de sus miembros fundadores a causa de fuerte dolores estomacales durante una gira por México.

«La idea era seguir pero haciendo música nueva y felizmente así fue.»
La Sobrecarga.

En 2013, con la participación de Daniel Melero, registraron un nuevo disco con canciones que habían quedado inéditas. Cenizas del tiempo fue grabado en Nildos House (Tigre, Provincia de Buenos Aires) por Sharpnoise y Sergio Pappi Guerrina, quien también se ocupó de la mezcla junto a la banda. El máster estuvo a cargo de Marcelo Gulino; el arte de tapa fue realizado por Pedro Costanzo, mientras que la producción corrió por cuenta de La Sobrecarga. A fines de ese año, ingresó a la banda Leonardo Martínez en guitarra.
En junio de 2019 realizan un show con la banda post punk Tres Cuervos en el barrio de Palermo.

## Integrantes
Formación actual
- César Dominici: voz y guitarra
- Emanuel Ugarte: percusión
- Gustavo Collado: batería
- Hernán Firpo: bajo
- Leonardo Martínez: guitarra

Formación anterior
- César Dominici: voz y guitarra
- Horacio "Gamexane" Villafañe: guitarra
- Guillermo Robles: bajo
- Gustavo Collado: batería
- Roberto "Ruffo" Palezza: percusión

## Discografía
| Año  | Disco                                         | Discográfica  |
| 1986 | Sentidos congelados                           | CBS           |
| 1987 | Mentirse y creerse                            | CBS           |
| 1994 | Shock eléctrico                               | Sony Music    |
| 2013 | Cenizas del tiempo                            | Sony Music    |
| 2018 | Viviendo en la línea donde el tiempo es nunca | AMI Plazoleta |